# Ichneumon discoensis
Ichneumon discoensis är en stekelart som beskrevs av Fox 1892. Ichneumon discoensis ingår i släktet Ichneumon och familjen brokparasitsteklar. Inga underarter finns listade i Catalogue of Life.

## Bildgalleri

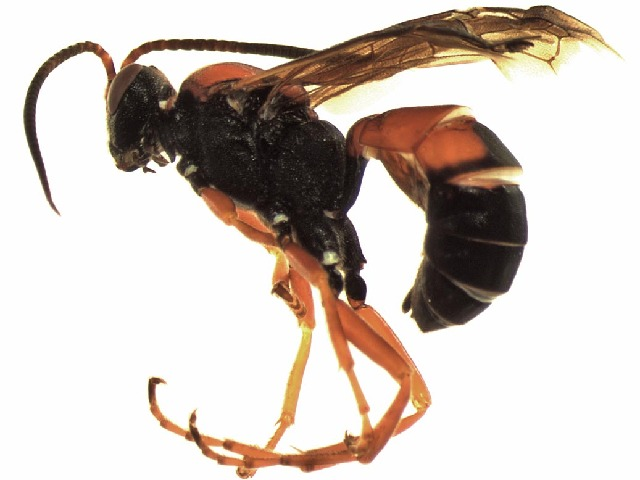